# Celestinska prerokba
Celestinska prerokba je roman, ki ga je napisal James Redfield leta 1993. Obravnava različne psihične in duhovne ideje, ki  izhajajo iz mnogih starodavnih vzhodnih tradicij in novodobne duhovnosti. Glavni lik v romanu se odpravi na potovanje, da bi našel in razumel niz devetih duhovnih spoznanj starega rokopisa, najdenega v Peruju. V knjigi v prvi osebi pripoveduje o duhovnem prebujenju pripovedovalca, ko gre skozi prehodno obdobje svojega življenja.

### O knjigi
Kratek uvod: Celestinska prerokba je rokopis, ki je nastal 600 let p.n.š. v Peruju. To sovpada v čas Majev, ki so naseljevali visoke planote pred Inki in nato nenadoma izginili kot nacija v celoti. Prerokba napoveduje veliko preobrazbo človeške družbe v zadnjih desetletjih 20 stoletja. Razdeljena je v devet poglavij, od katerih je vsako posvečeno posameznemu spoznanju o življenju. Ta spoznanja je potrebno dojemati eno za drugim in tako se bo postopno oblikovala nova duhovna kultura na Zemlji. Original je napisan v Aramejščini - istem jeziku, kot stara zaveza. Rokopisa uradna cerkev ne podpira, ker misli, da spodkopava njene temelje, kot razlagateljice božje besede. Pravo vrednost spoznanjem pa ne daje prebiranje njihove vsebine, temveč uvid, ki ga izkusimo skozi svoje življenje.

### Povezave
http://lkm.fri.uni-lj.si/xaigor/slo/povzetki/celestinska.htm Arhivirano 2012-01-14 na Wayback Machine.

http://www.celestinevision.com 

http://butler-bowdon.com/the-celestine-prophecy.html - Commentary on The Celestine Prophecy, Tom Butler-Bowdon

http://www.skepdic.com/celest.html - The Celestine Prophecy entry of the Skeptic's Dictionary